# Lijst van nummer 1-albums in de Nederlandse Album Top 100 in 2024
Onderstaande albums stonden in 2024 op nummer 1 in de Nederlandse Album Top 100. De lijst wordt samengesteld door GfK Dutch Charts.
| Nummer | Datum        | Artiest                     | Titel                                   |
| ------ | ------------ | --------------------------- | --------------------------------------- |
| 975    | 6 januari    | Kevin                       | Wonderland                              |
|        | 13 januari   | Kevin                       | Wonderland                              |
| 978    | 20 januari   | Froukje                     | Noodzakelijk verdriet                   |
|        | 27 januari   | Froukje                     | Noodzakelijk verdriet                   |
| 979    | 3 februari   | The Smile                   | Wall of Eyes                            |
| 978    | 10 februari  | Froukje                     | Noodzakelijk verdriet                   |
| 980    | 17 februari  | Kanye West & Ty Dolla $ign  | Vultures 1                              |
|        | 24 februari  | Kanye West & Ty Dolla $ign  | Vultures 1                              |
| 981    | 2 maart      | Noah Kahan                  | Stick Season                            |
|        | 9 maart      | Noah Kahan                  | Stick Season                            |
| 982    | 16 maart     | Ariana Grande               | Eternal Sunshine                        |
|        | 23 maart     | Ariana Grande               | Eternal Sunshine                        |
| 983    | 30 maart     | Future & Metro Boomin       | We Don't Trust You                      |
| 984    | 6 april      | Beyoncé                     | Cowboy Carter                           |
|        | 13 april     | Beyoncé                     | Cowboy Carter                           |
|        | 20 april     | Beyoncé                     | Cowboy Carter                           |
| 985    | 27 april     | Taylor Swift                | The Tortured Poets Department           |
|        | 4 mei        | Taylor Swift                | The Tortured Poets Department           |
| 986    | 11 mei       | Dua Lipa                    | Radical Optimism                        |
| 985    | 18 mei       | Taylor Swift                | The Tortured Poets Department           |
| 987    | 25 mei       | Billie Eilish               | Hit Me Hard and Soft                    |
|        | 1 juni       | Billie Eilish               | Hit Me Hard and Soft                    |
|        | 8 juni       | Billie Eilish               | Hit Me Hard and Soft                    |
|        | 15 juni      | Billie Eilish               | Hit Me Hard and Soft                    |
|        | 22 juni      | Billie Eilish               | Hit Me Hard and Soft                    |
| 988    | 29 juni      | Gracie Abrams               | The Secret of Us                        |
| 985    | 6 juli       | Taylor Swift                | The Tortured Poets Department           |
| 987    | 13 juli      | Billie Eilish               | Hit Me Hard and Soft                    |
| 989    | 20 juli      | Eminem                      | The Death of Slim Shady (Coup de grâce) |
| 990    | 27 juli      | Frenna                      | Pink Summer                             |
|        | 3 augustus   | Frenna                      | Pink Summer                             |
|        | 10 augustus  | Frenna                      | Pink Summer                             |
| 987    | 17 augustus  | Billie Eilish               | Hit Me Hard and Soft                    |
| 991    | 24 augustus  | Post Malone                 | F-1 Trillion                            |
| 992    | 31 augustus  | Sabrina Carpenter           | Short n' Sweet                          |
| 993    | 7 september  | Nick Cave and the Bad Seeds | Wild God                                |
| 994    | 14 september | David Gilmour               | Luck and Strange                        |
| 992    | 21 september | Sabrina Carpenter           | Short n' Sweet                          |
|        | 28 september | Sabrina Carpenter           | Short n' Sweet                          |
|        | 5 oktober    | Sabrina Carpenter           | Short n' Sweet                          |
| 995    | 12 oktober   | Coldplay                    | Moon Music                              |
|        | 19 oktober   | Coldplay                    | Moon Music                              |
| 987    | 26 oktober   | Billie Eilish               | Hit Me Hard and Soft                    |
| 996    | 2 november   | Tyler, the Creator          | Chromakopia                             |
| 997    | 9 november   | The Cure                    | Songs of a Lost World                   |
| 988    | 16 november  | Gracie Abrams               | The Secret of Us                        |
| 998    | 23 november  | Linkin Park                 | From Zero                               |
| 999    | 30 november  | Kendrick Lamar              | GNX                                     |
| 987    | 7 december   | Billie Eilish               | Hit Me Hard and Soft                    |
| 985    | 14 december  | Taylor Swift                | The Tortured Poets Department           |
| 633    | 21 december  | Michael Bublé               | Christmas                               |
|        | 28 december  | Michael Bublé               | Christmas                               |

Lijsten van nummer 1-albums in de Nederlandse Album Top 100

1969 ·
1970 ·
1971 ·
1972 ·
1973 ·
1974 ·
1975 ·
1976 ·
1977 ·
1978 ·
1979 ·
1980 ·
1981 ·
1982 ·
1983 ·
1984 ·
1985 ·
1986 ·
1987 ·
1988 ·
1989 ·
1990 ·
1991 ·
1992 ·
1993 ·
1994 ·
1995 ·
1996 ·
1997 ·
1998 ·
1999 ·
2000 ·
2001 ·
2002 ·
2003 ·
2004 ·
2005 ·
2006 ·
2007 ·
2008 ·
2009 ·
2010 ·
2011 ·
2012 ·
2013 ·
2014 ·
2015 ·
2016 ·
2017 ·
2018 ·
2019 ·
2020 ·
2021 ·
2022 ·
2023 ·
2024 ·
2025

Lijsten van nummer 1-albums van de Stichting Nederlandse Top 40

1969 ·
1970 ·
1971 ·
1972 ·
1973 ·
1974 ·
1975 ·
1976 ·
1977 ·
1978 ·
1979 ·
1980 ·
1981 ·
1982 ·
1983 ·
1984 ·
1985 ·
1986 ·
1987 ·
1988 ·
1989 ·
1990 ·
1991 ·
1992 ·
1993 ·
1994 ·
1995 ·
1996 ·
1997 ·
1998 ·
1999 ·
2011 ·
2012 ·
2013 ·
2014 ·
2015
- Nederland
- Vlaanderen